# Acesso MTV
Acesso MTV foi um programa de televisão diário e exibido na MTV Brasil. A atração estreou em 9 de fevereiro de 2009 sob os primeiros apresentadores da MTV, Léo Madeira, Sophia Reis e Kika Martinez. O programa foi encerrado no dia 13 de junho de 2013 devido a devolução da marca MTV para a Viacom.

## História

### 1ª temporada (2009)

Logotipo do programa usada de 2010.

O programa foi ao ar pela primeira vez em 9 fevereiro de 2009, quando era, inicialmente, apresentado pelos VJs Léo Madeira, Sophia Reis e Kika Martinez de segunda a quinta das 16h às 18h ao vivo e exibia clipes, matérias, interatividade, shows ao vivo, artistas, links na porta da MTV e muita opinião. A partir de 6 de julho, com a ida do MTV Na Rua para apenas as sextas-feiras, o Acesso começa às 17h e vai até às 19h. Ficou no ar até 18 de dezembro do mesmo ano. Teve como apresentadora eventual a VJ Luisa Micheletti.

### 2ª temporada (2010)
Em 1º de março de 2010, a segunda temporada estreava, mas com sua duração reduzida para uma hora (13h às 14h) e passou a ser apresentado por Titi Müller e Marimoon, recebendo uma banda com plateia toda sexta. Teve Didi Effe como apresentador eventual. Ficou no ar até 17 de dezembro do mesmo ano.

### 3ª Temporada (2011)

Logotipo do programa usada de 2011 a 2012.

Depois de ficar fora do ar no verão, reestreou como a primeira atração da nova programação da MTV em 15 de março de 2011, no mesmo horário das 13h às 14h, as mesmas apresentadoras, Titi Müller e MariMoon mas o cenário mudou, ficando maior e mais colorido. Os show's passaram a ser mensais. Em 29 de agosto, devido a concorrência com o programa Comando na Mix TV, o programa mudou de horário para 17h às 19h, dobrando sua duração. Além de notícias e fofocas sobre o mundo POP, resumiu alguns programas dentro dele, como o Derrube o Clipe. Em 14 de novembro de 2011 houve uma alteração no horário do Acesso MTV, o horário foi reduzido em 30 minutos passando a ter 1 hora e meia de duração, o programa mudou de horário para 17h30 às 19h.
Nessa alteração de horário o quadro Derrube o Clipe foi retirado e colocado como programa no horário da 17h.
Teve como apresentadores eventuais Didi Effe, Dani Calabresa e Tatá Werneck. Ficou no ar até 23 de dezembro.

### 4ª temporada (2012)
No dia 9 de janeiro de 2012, MariMoon e Titi Müller reestreiam junto com a programação Verão MTV que teve  novas alterações no seu horário. O horário voltou a ser 13h às 14h tento só uma hora de duração novamente e o cenário teve leves mudanças, agora dividindo espaço com o Top 10 MTV. No dia 30 de novembro sai notícias que Marimoon deixaria a MTV, colocando em dúvida o futuro do programa. Teve Jana Rosa como apresentadora eventual.
Em 21 de Dezembro foi ao ar o último programa que resulta em outros projetos da apresentadora Titi Muller e na demissão de Marimoon.

### Último temporada e encerramento (2013)

Logotipo do programa usada em 2013.

Depois de ficar fora do ar durante o verão, a MTV contratou o novo VJ Juliano Enrico, estreando o novo formato do Acesso em 4 de março de segunda à quinta das 19h às 20h ao vivo que passa a focar em todo o universo musical e não apenas no POP. A não exibição de sexta é para dar lugar ao Top 20 Brasil que volta a grade da emissora depois de 7 anos.
A partir de 4 de abril, Chuck Hipolitho apresenta durante todo aquele mês o Acesso enquanto Juliano grava uma nova série para a MTV chamada Overdose. No dia 25 de abril, Titi Müller substituiu Chuck, ela que foi apresentadora durante três temporadas e estava ruiva levou os fãs à loucura no twitter pedindo a volta dela.
A partir de 13 de maio, o Acesso MTV ganha novo formato, além de Juliano Enrico na apresentação, Pathy Dejesus e Titi Müller se juntam para falarem de música de um jeito diferente, além de ganhar mais tempo, agora das 18h45 às 20h.
Após os rumores que a marca da MTV seria devolvida para Viacom e assim a emissora cancelaria suas atividades, no dia 13 de junho de 2013 vários VJ's e produção foram dispensados, entre eles, a do Acesso MTV junto com A Hora do Chay e MTV Sem Vergonha.
O último programa teve a participação da banda NX Zero lançando o clipe 'Ligação' e no final teve a despedida dos apresentadores Juliano Enrico, Pathy Dejesus e a mais emocionada Titi Müller que lembrou de seus diretores e de modo especial sua ex-companheira MariMoon.

## Apresentadores
- Sophia Reis (2009)
- Kika Martinez (2009)
- MariMoon (2010–2012)
- Titi Müller (2010–2013)
- Pathy Dejesus (2013)
- Juliano Enrico (2013)

## Apresentadores eventuais
- Luisa Micheletti - 2009
- Didi Effe - 2010 a 2011
- Dani Calabresa - 2011
- Tatá Werneck - 2011
- Jana Rosa - 2011 a 2012
- Chuck Hipolitho - 2013
- San Tiago Deodato (Publishing) 2009 a 2013